# Euphorbia kotschyana
Euphorbia kotschyana är en törelväxtart som beskrevs av Edward Fenzl. Euphorbia kotschyana ingår i släktet törlar, och familjen törelväxter. Inga underarter finns listade i Catalogue of Life.